# Кузница на Рыбальском
ЧАО «Завод „Кузница на Рыбальском“» (укр. ПрАТ «Завод „Кузня на Рибальському“»; в 1924—2017 — Ленинская кузница) — частное судостроительное предприятие в Киеве, владельцем которого до продажи в 2018 году опосредствованно являлся экс-президент Украины Петр Порошенко.
В конце 2022 года начата процедура банкротства завода.

## История

### 1862—1917
Считается, что машиностроительный и чугунолитейный завод возник в 1862 году, хотя имеются документы, где называются ещё 1855-й и 1858 года. Известно, что у окружного инженерного управления его арендовал с 1865 года инженер-технолог Ф. И. Донат. Последний контракт был заключен в 1885 году на 12 лет. В том году на заводе трудились 42 человека. В ноябре 1889 года Фёдор Иванович Донат, его жена Анна Ивановна, их сыновья технолог Эрнест и учёный агроном Эдуард заключили с дворянином Иваном Генриховичем Липковским и его женой Ядвигой Викентьевной договор, в котором указывалось, что они составили товарищество на вере: «Товарищество машиностроительного завода Донат, Липковский и Ко». Основной капитал товарищества составлял 34 тыс. рублей: доля Донатов составляла 22 тыс., Липковских — 12 тыс. В декабре 1892 года инженеры-технологи Ф. И. Донат с Н. Ф. Барсуковым и дворяне И. Г. Липковский с Н. К. фон Мекком подали в министерство финансов проект устава «Товарищества на паях под фирмой Донат, Липковский и Ко» с основным капиталом в 300 тыс. рублей, разделённым на 300 акций. К этому времени на заводе зимой было занято 185 рабочих, а летом доходило до 400. В ноябре 1893 года проект устава был подписан министром финансов С. Витте и в начале 1894 года утверждён. Но уже в 1895 году завод перешёл в собственность акционерного общества «Южнорусский машиностроительный завод», главными учредителями которого были барон Максим Штейнгель и купец 1-й гильдии Давид Марголин. В этот период времени завод специализировался на производстве чугунного литья, а также машин для винокуренных, сахарных заводов и мельниц. Рабочие завода входили в состав марксистских кружков киевского «Союза борьбы за освобождение рабочего класса» и принимали участие в революции 1905 года.
В 1913 году завод освоил производство буксирных пароходов.

#### Комментарии
1. ↑  Фёдор (Фридрих) Иванович Донат происходил из купеческой семьи города Дерпта. Окончив в 1850 году полный курс Петербургского практического технологического института и получив диплом инженера-технолога, он сначала работал на Ропшинской бумажной фабрике, на которой ввёл усовершенствованный способ производства кровельного толя. В 1856 году поступил механиком по контракту на киевский «Арсенал», где построил мастерскую для нарезки орудий и устроил водоснабжение. В 1864 году был определён там же на службу артиллерийским чиновником. В 1868—1870 годах принимал участие в постройке железнодорожного моста через Днепр возле Киева, принимал участие в устройстве в Киеве водоснабжения и газоосвещения; был избран директором киевского общества водоснабжения. В октябре 1871 году он по прошению был назначен «состоящим при министерстве внутренних дел и откомандированным в распоряжение генерал-губернатора, не занимающим штатной должности». На этой должности он пробыл 20 лет и при увольнении был произведён в чин коллежского советника. Затем он был секретарём Киевского отделения Императорского русского технического общества, членом ревизионной комиссии Киевского благотворительного общества и попечителем его ремесленной школы, а также членом ревизионной комиссии Киевского общества водоснабжения. Умер 1 (14) мая 1918 года и похоронен на Байковом кладбище.

### 1918—1991
Красногвардейцы завода участвовали в январском восстании 1918 года против Центральной рады.

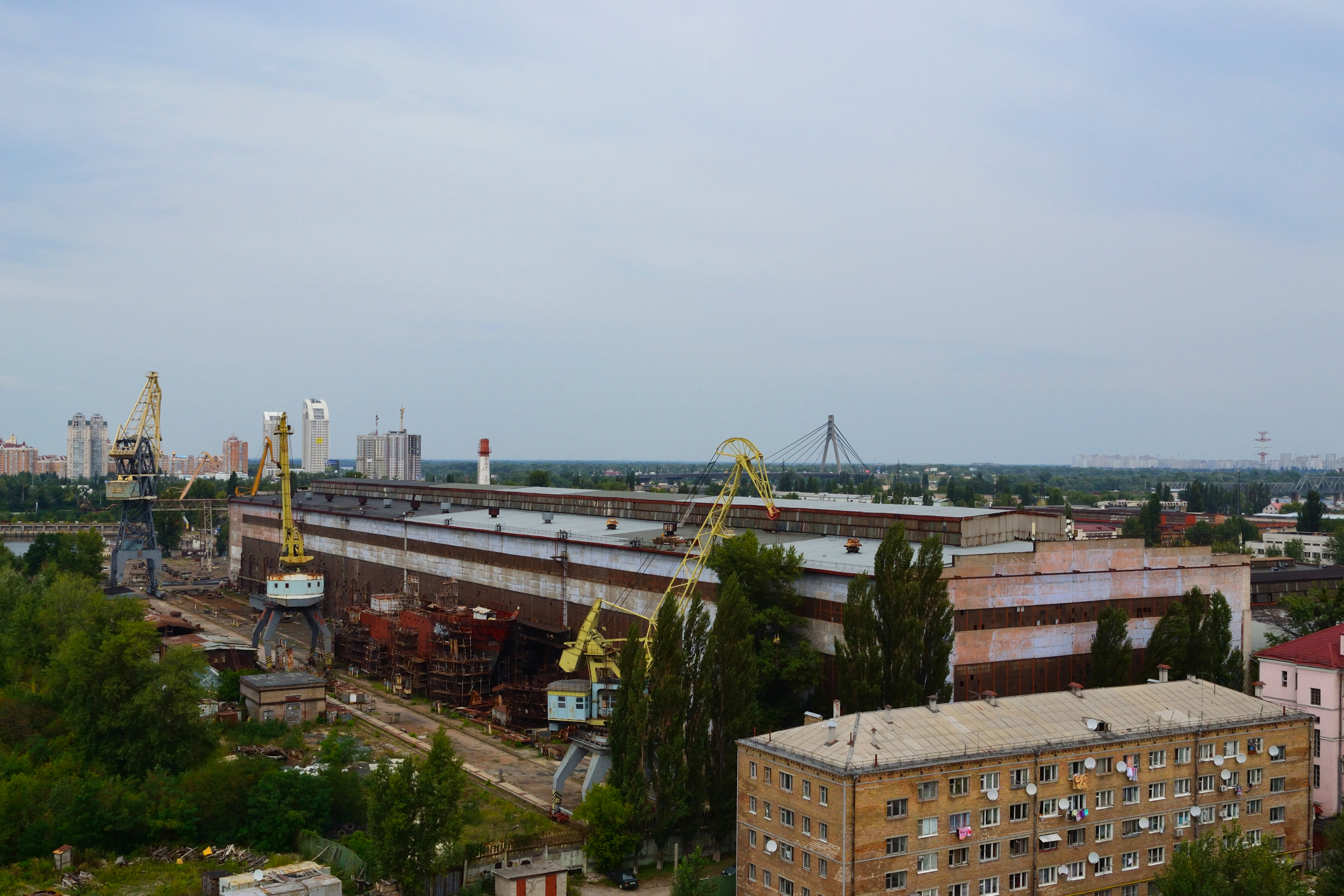
10 цех завода «Ленинская кузня»

В марте 1919 года завод был национализирован. Первым документом, регламентирующим статус предприятия в составе советской оборонной промышленности можно считать Постановление Совета Обороны Украины № 290 от 24 июня 1919 г. о признании Киевской верфи оборонным предприятием, в соответствии с которым, предприятие официально именовалась Первая Киевская советская верфь, на неё возлагались задачи по своевременному обеспечению кораблями Днепровской флотилии, для этих целей все рабочие и служащие верфи признавались мобилизованными.
В 1924 году в соответствии с Постановлением Киевского губернского исполкома «Южнорусский машиностроительный завод» был переименован в завод «Ленинская кузница».
После начала индустриализации, в 1928 году было принято решение о развитии речного водного транспорта и организации речного судостроения в УССР.
До 1929 года завод «Ленинская кузница» не имел специализации, однако после поступившего в 1929 году крупного заказа от Днепровского речного пароходства было принято решение о расширении производственных мощностей и техническом перевооружении предприятия. Всего на перевооружение и расширение завода в 1930—1934 гг. было выделено 22 млн. рублей, оборудование для завода изготавливали московский завод «Красный пролетарий», ленинградский «Красный путиловец» и горьковский «Двигатель революции». В 1932 году был построен новый котельный цех завода объёмом 100 тыс. м³. На правом берегу Днепра на Рыбальском полуострове была построена судостроительная верфь, обеспечивавшая возможность строительства до 30 судов в год.
В начале 1930-х годов начал строительство мониторов для Днепровской военной флотилии: первым стал «Ударный» (384 т), вторым — «Активный» (214 т), в 1934—1936 гг. были разработаны и затем построены шесть мониторов типа «Железняков».
Перед началом Великой Отечественной войны на заводе был создан заводской штаб местной противовоздушной обороны, деятельность которого была включена в систему противовоздушной обороны Киева, строились миноносцы «Видлица» и «Волочаевка».
Летом 1941 года на заводе был освоен ремонт пулемётов, артиллерийских орудий и другого вооружения для Красной армии; рабочие завода участвовали в строительстве укреплений и баррикад. С приближением к городу линии фронта основное оборудование завода было эвакуировано на восток, в Татарскую АССР, где завод начал выпуск военной продукции.
В период немецкой оккупации на заводе действовали подпольная диверсионная группа (в организационном отношении подчинённая Железнодорожному подпольному райкому КП(б)У), руководителем которой являлся А. В. Шохин, а также несколько действовавших в инициативном порядке рабочих-антифашистов:.
- в декабре 1941 года среди рабочих завода подпольщиками были распространены листовки о начале советского контрнаступления под Москвой[14]
- действовавшая в открытом нацистами на территории завода автоцехе подпольная группа А. В. Шохина за весь период оккупации вывела из строя 40 отремонтированных в автоцехе автомашин, около 150 коробок передач и свыше 200 моторов[15]. Кроме того, А. В. Шохин и П. И. Перевертун переправили несколько человек в партизанский отряд «Победа» под командованием С. Е. Науменко
- немецко-фашистский заказ на срочное изготовления копра (необходимого для восстановления разрушенного Петровского железнодорожного моста через Днепр), на изготовление которого в нормальных условиях нужно было затратить не более четырёх смен был затянут рабочими литейного цеха и продолжался свыше двух недель[16]
- под руководством подпольщика В. С. Новикова рабочие завода повредили 80 орудий, которые доставляли на завод для ремонта[16]. 25 зенитных орудий вывел из строя рабочий П. Фишенко — после выполненного им ремонта ни одно из орудий не могло стрелять (что подтвердилось в ходе попытки проведения нацистами стрельб из отремонтированных орудий на полигоне). После этого П. Фишенко был расстрелян немцами[15]
- электромонтёр Мостицкий вывел из строя заводскую электроподстанцию, сорвав этим срочный ремонт автомашин для немецкой воинской части[16]
- рабочий-коммунист С. Т. Завина во время работы прятал новые детали, заменяя их старыми (после освобождения Киева, из спрятанных им деталей было собрано 7 автомашин)[15]

Восстановление завода началось вскоре после освобождения Красной армией Киева в ноябре 1943 года, в ходе реэвакуации промышленности оборудование завода было возвращено в Киев. В 1944 году на завод из Астрахани начинают возвращаться некоторые из эвакуированных рабочих и инженерно-технических кадров. На предприятии был освоен ремонт тяжёлых танков и уже в марте 1944 года рабочие завода начали перевыполнять установленные плановые показатели производительности труда. На пожертвования рабочих и служащих завода, перечисленные в Фонд обороны для РККА, был построен танк «Ленинская кузница».
Для восстановления Киевского железнодорожного моста через Днепр завод изготовляет большое количество крупных поковок и других изделий.
В начале 1947 года завод перешёл от сборки кораблей из отдельных деталей к сборке по секционному методу с использованием автоматической электросварки, что в два раза ускорило темпы строительства.
В 1949 году завод получил задание по постройке большой серии металлических барж грузоподъемностью 800 тонн для строительства Волго-Донского канала.
Восстановление завода было полностью завершено в 1950 году.
В 1954 году завод освоил производство среднетоннажных морских рыбопромысловых судов, многоковшовых землечерпалок и иных земснарядов.
В 1951 году завод освоил производство среднемагистральных грузопассажирских колёсных пароходов типа «Иосиф Сталин». Позднее головное судно серии было переименовано в «И. П. Котляревский».
В 1957 году завод освоил производство судовых машин и котлов.
В 1959 году завод освоил выпуск оборудования для химической промышленности.
В 1962 году завод был награждён орденом Ленина.
Один из рабочих завода «Ленинская кузница», бригадир слесарей-сборщиков Н. Р. Молодченко стал Героем Социалистического Труда.
В начале 1970-х годов группа специалистов завода «Ленинская кузница» длительное время работала на строительстве комбината химического волокна в городе Видин, помогая в монтаже и настройке оборудования. После окончания работ, три работника завода были награждены болгарскими правительственными наградами (старший инженер-конструктор В. И. Босуновский был награждён орденом НРБ III степени, слесарь А. А. Мищенко и старший техник Б. Н. Полищук были награждены орденом Труда).
В 1979 году завод взял шефство над учебно-производственным комбинатом Днепровского района Киева, где были оборудованы 52 рабочих места для производственного обучения свыше 100 старшеклассников.
В соответствии с принятой в октябре 1981 года Киевским горисполкомом комплексной научно-технической программой «Охрана окружающей среды города и рациональное использование природных ресурсов и сырья» была произведена реконструкция и усовершенствование очистных сооружений завода.
В 1982 году лаборатория автоматизации конструирования корпусов судов ЦКБ «Ленинская кузница» повысила уровень унификации корпусных конструкций выпускаемых судов, что позволило снизить расход листового металла.
На момент распада СССР на заводе работало свыше 6000 работников.

### После 1991
1 сентября 1993 года находившееся на балансе завода ПТУ № 10 передали в коммунальную собственность города.
22 мая 1993 года был достроен и в 1994 — введён в состав военно-морских сил Украины корвет проекта 1124М «Луцк».
В 1995 году завод был приватизирован и преобразован в открытое акционерное общество.
С 1995 по 1998 год производство на заводе практически остановилось.
В сентябре 1999 года был спущен на воду построенный заводом речной сухогруз-контейнеровоз «ROBO-1», изготовленный по заказу голландской фирмы.
В конце мая 2000 года был спущен на воду построенный заводом сухогруз грузоподъемностью 1,5 тыс. тонн, изготовленный по заказу немецкой фирмы «Schiffswerft Schlomer GmbH Co. KG».
11 октября 2001 года был спущен на воду построенный заводом речной сухогруз «Y408», предназначенный для транспортировки контейнерных и сыпучих грузов.
В 1991—2002 гг. на заводе был построен и 15 марта 2002 — спущен на воду и введён в состав военно-морских сил Украины корвет «Тернополь».
В феврале 2004 года на заводе началось производство двух речных бронекатеров проекта 58150 «Гюрза» для пограничной службы Узбекистана (их производство было завершено в декабре 2004).
По состоянию на 2008 год, предприятием был освоен выпуск водогрейного котлоагрегата КОАВ-68, а также паровых котлоагрегатов КВА-0,25/3-1, КВА-0,63/5-1, КВА-1,0/5-1 и КВА-1,0/6-1.
В 2011—2012 гг. на заводе были построены первые два 7,4-тонных катера «UMS-1000» (5 октября 2012 года катера были доставлены в Севастополь и 10 октября 2012 — включены в состав Севастопольского отряда морской охраны ГПСУ под наименованием BG-16 и BG-17).
25 октября 2012 года на заводе состоялась торжественная церемония закладки двух артиллерийских речных бронекатеров «Гюрза-М» для ВМС Украины. В ноябре 2013 года их производство было приостановлено, но в октябре 2014 снова возобновилось
В 2013 году на предприятии был освоен выпуск 40-мм автоматического гранатомёта УАГ-40.
В 2014 году на заводе был построен ещё один катер «UMS-1000» (31 июля 2014 года включённый в состав Мариупольского отряда морской охраны ГПСУ под наименованием BG-22).
24 сентября 2014 на выставке «Зброя та безпека-2014» завод «Ленинская кузница» представил новые разработки:
- боевой модуль для бронетехники ОБМ (в состав которого входят 12,7-мм пулемёт «Утёс»[35] и 40-мм гранатомёт УАГ-40 с оптикой производства Изюмского приборостроительного завода)[36]
- демонстрационный образец боевой машины «Скорпион» (переоборудованный ГАЗ-66 с боевым модулем ОБМ)[37]

30 января 2015 было объявлено, что завод начал работы по созданию двух новых бронемашин: 10-тонной «Тритон» и 15-тонной «Арбалет».
В апреле 2015 года предприятия ОАО "Завод «Ленинская кузница», ОАО «Черниговский завод радиоприборов» и ХК «Укрспецтехника» завершили разработку проекта защиты государственной границы
К началу августа 2015 года численность работников предприятия составляла 350 человек.
Завод выполнял судоремонтные работы и продолжал строительство двух бронекатеров «Гюрза-М» для ВМС Украины (заказанных министерством обороны Украины в 2012 году).
22 сентября 2015 завод представил демонстрационный образец бронемашины «Тритон» на оружейной выставке «Зброя та безпека-2015» (в дальнейшем, для пограничной службы Украины были построены 4 бронемашины).
15 октября 2015 государственная пограничная служба Украины заказала заводу строительство малого патрульного катера для морской охраны ГПСУ стоимостью 14,96 млн гривен.
10 ноября 2015 завод спустил на воду первый бронекатер «Гюрза-М» для ВМС Украины, который получил обозначение БК-01 (заводской номер 01023). 7 апреля 2016 года на заводе были заложены ещё 4 бронекатера «Гюрза-М» для ВМС Украины.
В 2016 году численность рабочих завода составляла около 350 работников. 29 февраля 2016 года экс-министр обороны Украины, лидер партии «Гражданская позиция» Анатолий Гриценко и глава Украинского института национальной памяти Владимир Вятрович потребовали переименования завода. 30 марта 2017 завод получил новое наименование — «Кузница на Рыбальском», одновременно была изменена форма собственности.
Среди построенных кораблей — Бердянск, Никополь.
10 октября 2017 года на проходившей в Киеве оружейной выставке «Зброя та безпека-2017» заводом был представлен демонстрационный образец пулемёта УМК-12,7 (модернизированный вариант НСВТ, оснащённый стволом заводского производства, сошками и дульным тормозом-компенсатором).

## Производство

### Судостроение
Завод «Кузница на Рыбальском» производит следующие типы судов:
- скоростные патрульные катера водоизмещением 10—120 т;
- малые сторожевые корабли водоизмещением 400—500 т для охраны закрытых морей и дальней прибрежной зоны;
- патрульные корабли открытого моря водоизмещением 1600—1800 т;
- рыбопромысловые суда мощностью до 4000 кВт;
- буксиры портовые буксиры и спасатели, мусоросборщики и пожарные судна;
- универсальные сухогрузы и контейнеровозы грузоподъёмностью до 4500 т;
- танкеры, химвозы дедвейтом до 5000 т;
- суда технического флота: землесосы, грунтоотвозные шаланды;
- несамоходные баржи;
- плавучие доки грузоподъёмностью 2500—3000 т;
- корпусы судов различного назначения.

### Машиностроение и металлообработка
Рядом с верфью завод имеет высокоразвитое машиностроительное производство, которое имеет следующие направления:
- литейное производство специализируется на изготовлении литых изделий из стали, чугуна и цветных металлов;
- механическая обработка различных деталей;
- котельное производство, на котором изготавливаются судовые вспомогательные автоматизированные котлоагрегаты и печи для сжигания судовых отходов и мусора;
- производство гребных валов и винтов регулируемого шага;
- оборудование для нефтедобывающей промышленности (превенторы, ключи гидравлические);
- производство морозильных аппаратов, предназначенных для замораживания таких продуктов, как рыба, мясо, овощи и других;
- насосы погружные и электронасосные центробежные агрегаты, предназначенные для орошения и водоснабжения жилых и общественных зданий.

|  |  |  |  |
|  |  |  |  |

## Организационные преобразования
Ниже перечислены названия и организационные формы предприятия в разное время его существования:
в царское время
- Киевская верфь (с петровских времён — до сер. XIX в.)
- Механический завод Ф. И. Доната со сталелитейным производством (1862)
- Механический и чугунолитейный завод Доната (1862—1889)
- АО «Донат, Липковский и Ко» (1889—1895)
- Паевое товарищество машиностроительного завода «Донат, Липковский и Ко» (1889—1895)
- АО «Киевский машиностроительный завод» (1895—1905)
- АО «Южно-Русский машиностроительный завод» (1905—1918)

в советское время
В послереволюционный период, машино- и судостроительные сегменты предприятия фактически работали отдельно друг от друга, механические цеха предприятия не занятые в судостроении продолжали носить название «Южно-Русский машиностроительный завод» до января 1924 года
- Киевская верфь (1918)
- Первая Киевская советская верфь (24.06.1919—21.01.1924)
- Завод «Ленинская кузница» (1924—1939)
- Завод № 300 НКСП (1939—28.08.1941)

По приказу НКСП от 28.08.1941 г. завод № 300 был эвакуирован (1460 чел.) на завод № 340 НКСП (г. Зеленодольск ТатАССР) и влит в его состав.
- USMA/Dnepr-Werft, Kiew (Ukrainischen Schiffs- und Maschinenbau-Anstalten) (09.1941—11.1943)

Директором завода «Судостроительная верфь УСМА» (в ряде источников «моторная верфь») в период оккупации Киева немецкими войсками являлся бывший волынский помещик барон фон Рентель — офицер Белой Армии, после гражданской войны эмигрировавший в Германию. Персонал предприятия — 4 тыс. работников по сост. на 1942 г.
- Завод № 302 НКСМ (11.1943—?)
- Завод «Ленинская кузница» (?—1992)

на современном этапе
- ОАО "Завод «Ленинская кузница» (1992—2017)
- ОАО "Завод «Кузница на Рыбальском» (2017—н. в.)

## Награды
|                     | В 1956 году за хорошую рационализаторскую работу коллектив завода был награждён Почётной грамотой Министерства судостроительной промышленности СССР и ЦК профсоюза.                                         |
| Орден Ленина — 1962 | Указом Президиума Верховного Совета СССР от 8 февраля 1962 года за производственные успехи и в связи со столетием со дня основания судостроительный завод «Ленинская кузница» был награждён орденом Ленина. |